# Vukosava Velimirović
Vukosava Vuka Velimirović (cirílico serbio: Вукосава Вука Велимировић. Pirot, 30 de junio de 1888-Belgrado, 12 de diciembre de 1965) «una dama escultora» , fue una escultora, pintora, escritora de libros infantiles, ilustradora, traductora y crítica de arte serbia.

## Biografía
Desde niña escribía canciones y cuentos. Nació en una familia de intelectuales y sus dos hermanos mayores estudiaron en Moscú y San Petersburgo.
Se educó en Belgrado, Roma y París, donde pasó la mayor parte de su vida (1918-1940). Esculpía en formas tradicionales, lo que en sí mismo se consideraba una cualidad excelente en la sociedad serbia.  Alrededor de 1924, Velimirović creó cinco esculturas decorativas en la fachada del Banco Vračar Holding (calle Krunska). Pocos otros escultores de Belgrado habrían estado dispuestos a emprender este proyecto, ya que se consideraba trabajo artístico de segunda categoría. Eso pronto cambió debido a la influencia de proyectos extranjeros similares, la posibilidad de buenos salarios y la oportunidad de exhibir obras de arte en un espacio público. 
La escultura de fachadas se consideraba una disciplina aplicada masculina, por lo que Velimirović rara vez podía obtener tales encargos tanto en Belgrado como en París.
Se casó con el conde Lisjen de la Martineri de que se divorció a los dos años.